# Cryptantha crassisepala
Cryptantha crassisepala är en strävbladig växtart som först beskrevs av John Torrey och Gray, och fick sitt nu gällande namn av Edward Lee Greene. Cryptantha crassisepala ingår i släktet Cryptantha, och familjen strävbladiga växter. Utöver nominatformen finns också underarten C. c. elachantha.